# Doorgunner

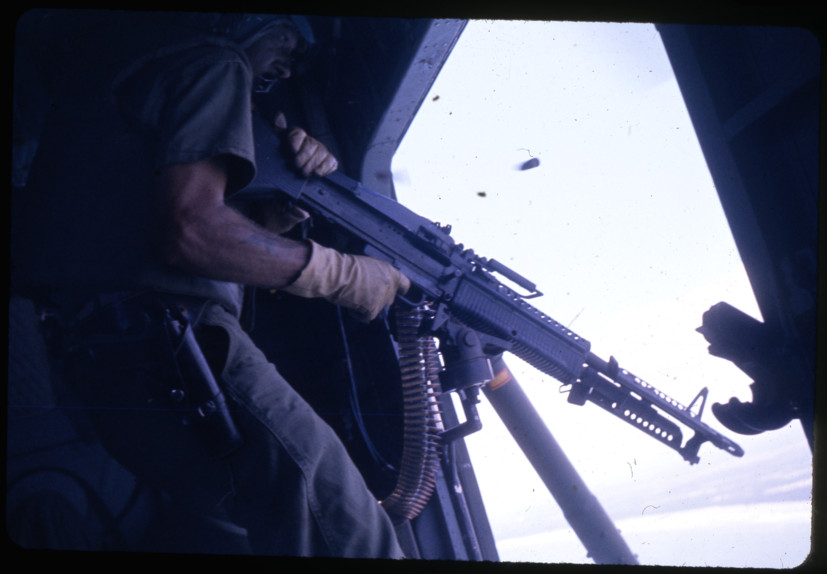
Doorgunner im Vietnamkrieg

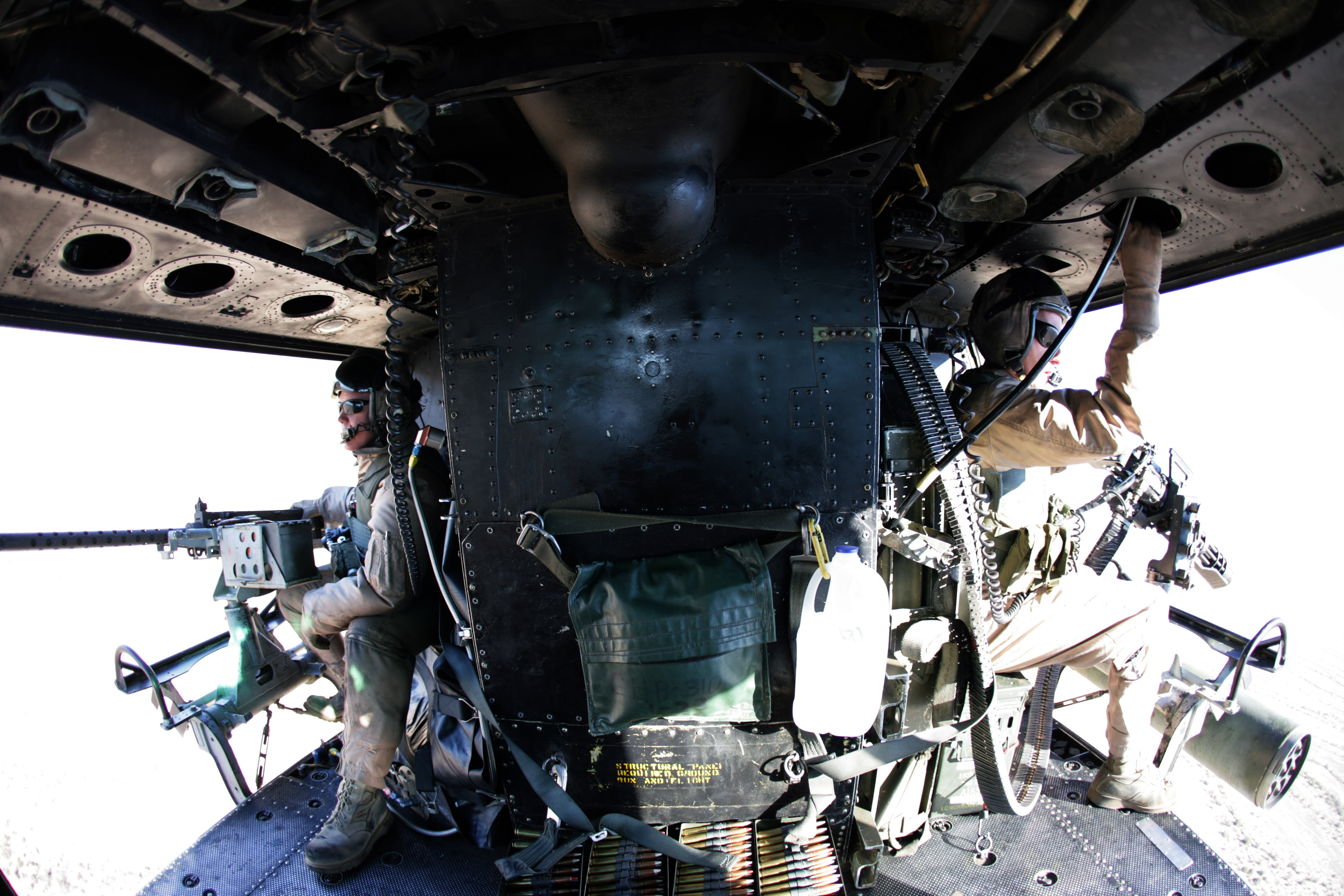
Doorgunner mit GAU-21 und GAU-17/A

Mit Door Gunner (engl. für „Türschütze“) wird ein Bordschütze bezeichnet, der eine in der Tür oder Heckklappe eines Hubschraubers fest montierte Waffe, meist ein mittleres oder schweres Maschinengewehr, aber auch größere Waffen wie Gatling-Maschinengewehre oder -Kanonen, bedient.
Diese Taktik wurde erstmals während des Vietnamkrieges angewendet. Die US-Truppen wurden oft mit Hubschraubern des Typs Bell UH-1 „Huey“ direkt in die Kampfzone geflogen, wo sie sofort unter Beschuss genommen wurden und sich nicht formieren konnten. Um der Infanterie Unterstützungsfeuer zu geben und den Feind bei An- und Abflug niederzuhalten und nicht selbst beschossen zu werden, wurden die Hubschrauber mit zwei Maschinengewehren M60 ausgestattet. Die MGs waren seitlich in den Türen angebracht und wurden von je einem Schützen bedient. Aus einem fliegenden Hubschrauber abgefeuert ist ein mittleres Maschinengewehr jedoch wenig zielsicher, mit Leuchtspurmunition, die dem Schützen das Zielen erleichtert, ist es aber geeignet, den Feind niederzuhalten.
Durch den Flugwind wird die Waffe besser gekühlt. 
Schwere Waffen, wie die Minigun-Gatling-Kanone von General Electric wurden in größeren Hubschraubern eingesetzt. Im CH-47 Chinook wurden sie beispielsweise in der Hecktür eingebaut.
Bei den meisten Hubschraubern musste die Tür oder Heckklappe demontiert werden, um die Lafette für die Waffe aufzunehmen. Neuere Modelle wie der Blackhawk UH60 oder der NH90 haben für die Door Gunner einen festen Platz hinter der Pilotenkanzel, wo aus einer Art Schießscharte gefeuert wird und nicht mehr aus der Tür selbst. Dies führt zu weniger Behinderungen beim Be- und Entladen der Maschine, besonders unter Gefechtsbedingungen und zu einer Kampfwertsteigerung bei niedrigen Temperaturen. Die Soldaten kommen so nicht völlig durchgefroren am Einsatzort an. Zudem ist die Besatzung bei geschlossenen Türen besser vor feindlichem Feuer geschützt.

Bei der Bundeswehr heißt der Door Gunner offiziell Bordsicherungssoldat und wird unter anderem auf der CH-53 eingesetzt.

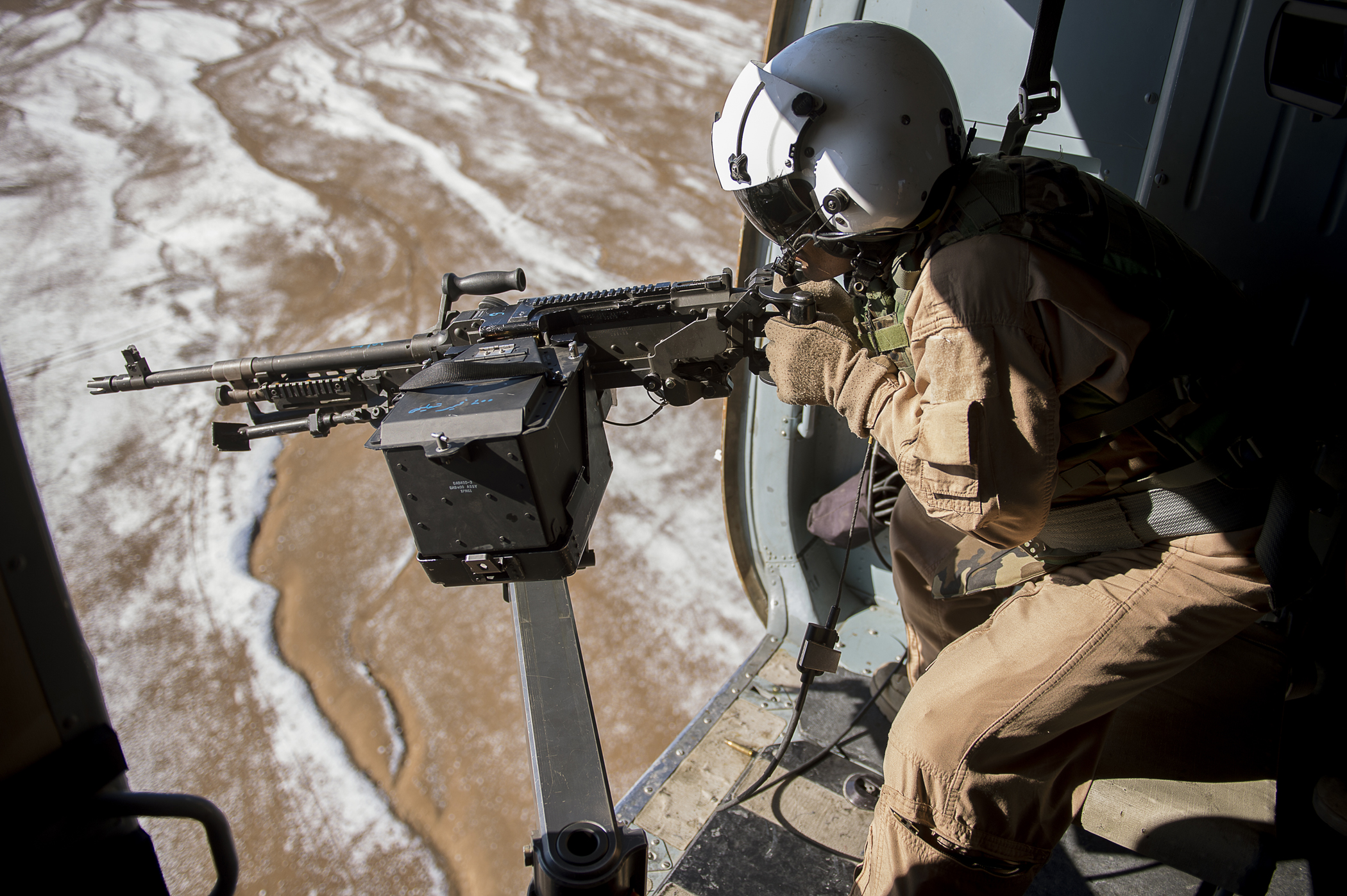
Afghanischer Doorgunner mit einem M240 in einem Mil Mi-17W-5, 2012
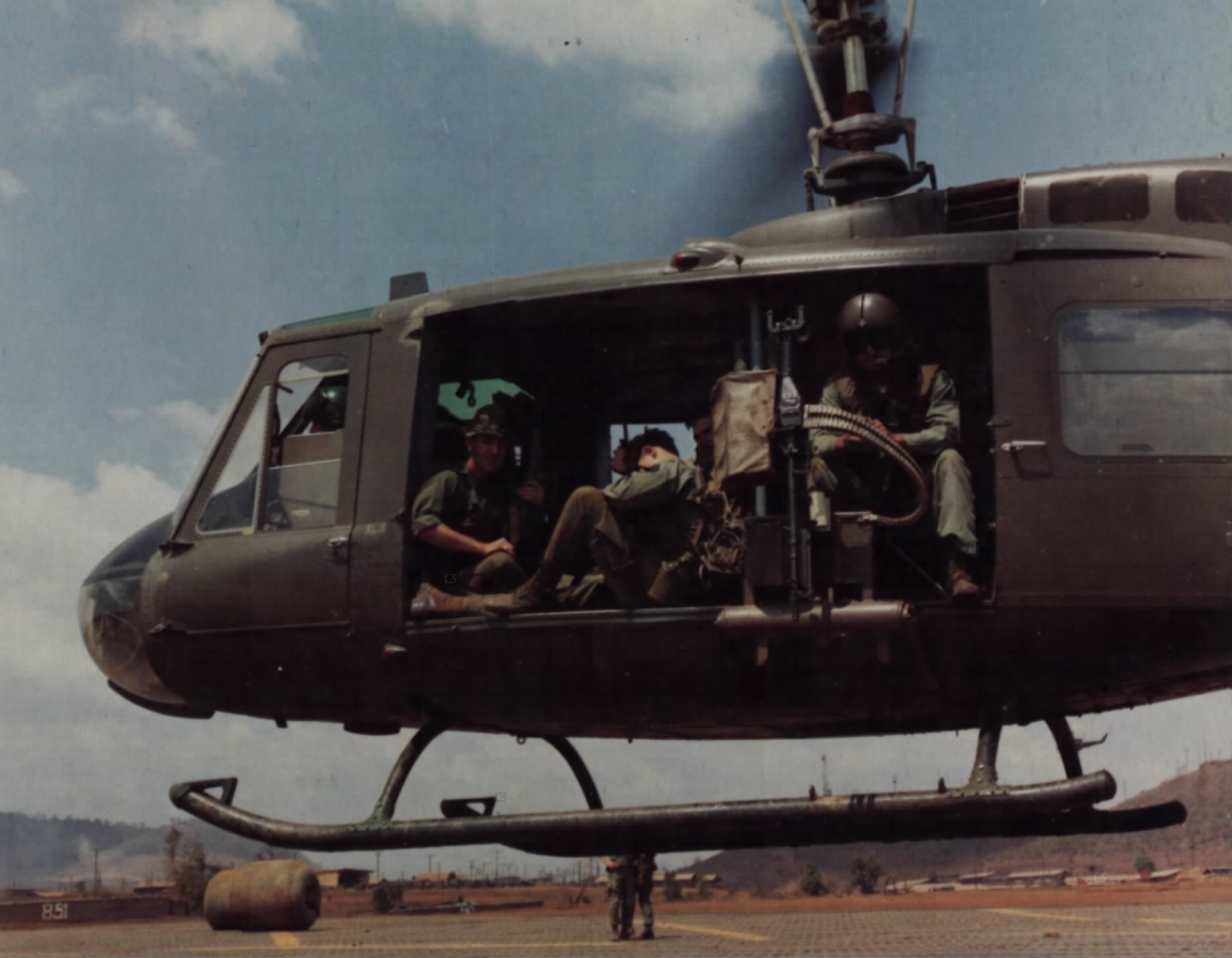
US-amerikanische Bell UH1D mit je zwei M60-Maschinengewehren während des Vietnamkrieges
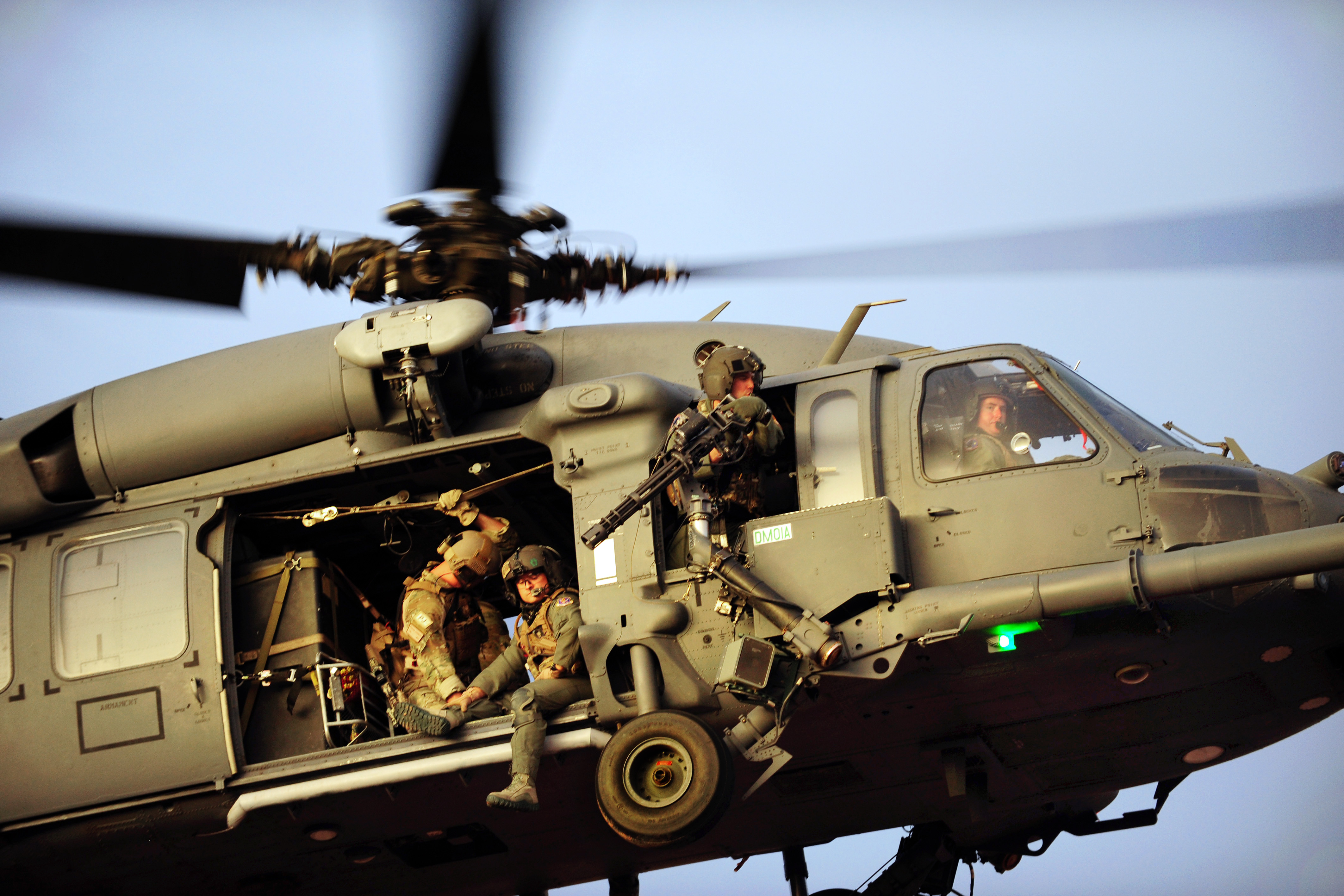
Doorgunner eines HH-60G Pave Hawk
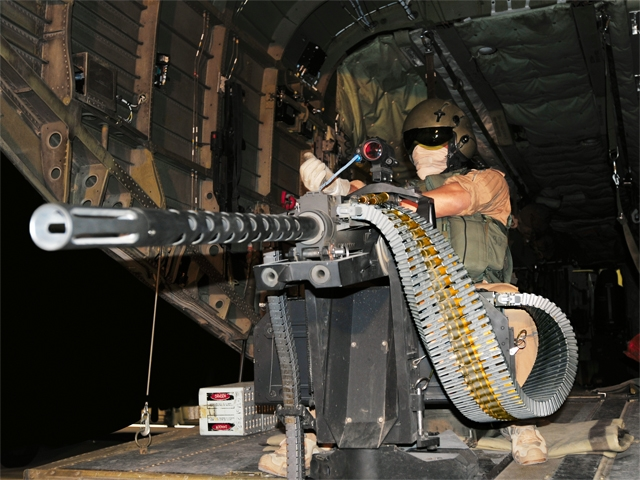
Heckschütze eines CH-53GS
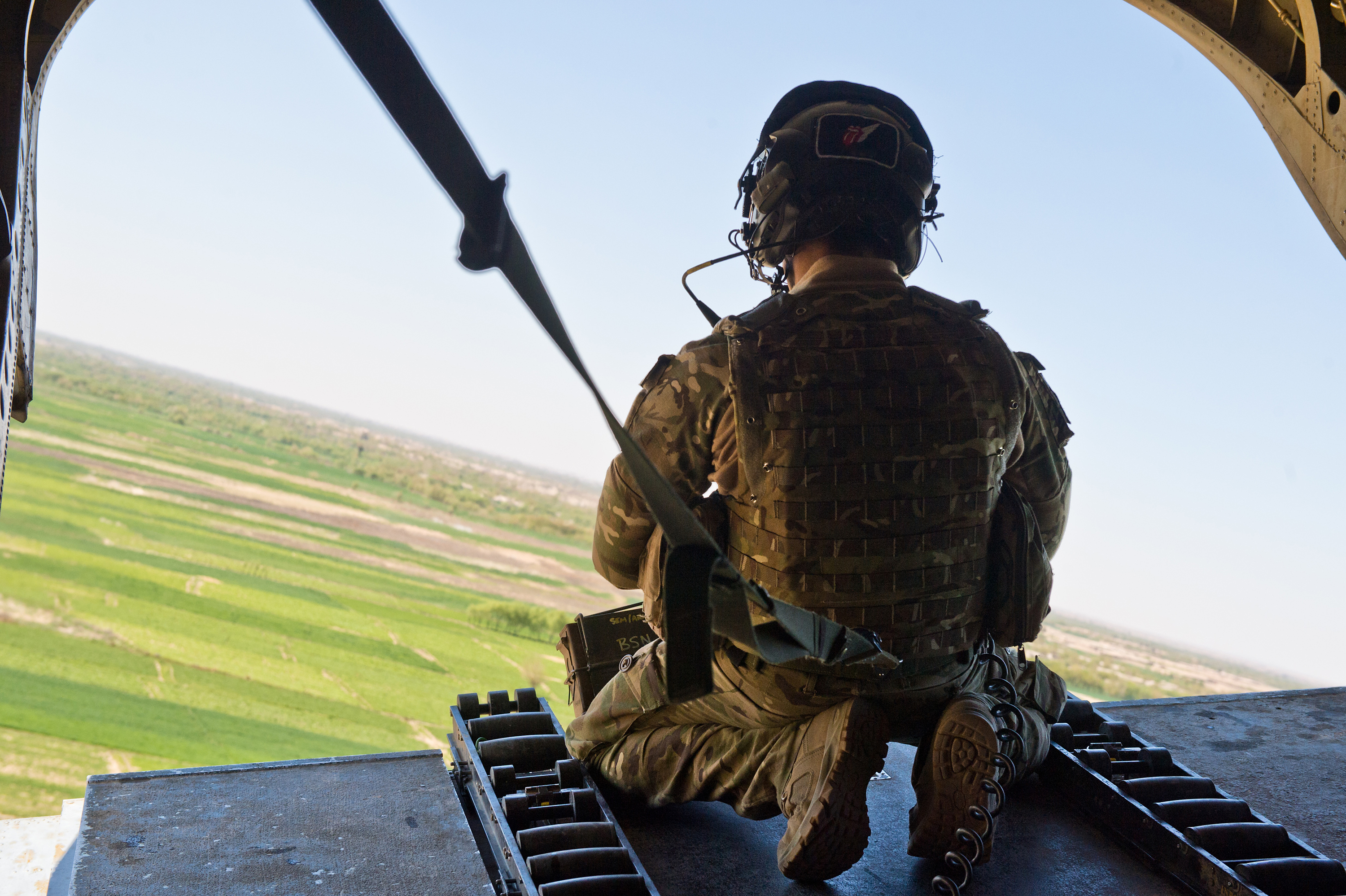
Doorgunner mit Absturzsicherung